# Saida Meneses
Saida Meneses (* 25. Oktober 1997) ist eine peruanische Leichtathletin, die sich auf den Langstreckenlauf spezialisiert hat. 2018 siegte sie bei den Südamerikaspielen in Cochabamba über 5000 Meter.

## Sportliche Laufbahn
Erste Erfahrungen bei internationalen Meisterschaften sammelte Saida Meneses bei den Crosslauf-Weltmeisterschaften 2015 in Guiyang, bei denen sie nach 22:21 min den 44. Platz im U20-Rennen belegte. Ende Mai siegte sie in 17:43,21 min bei den Juniorensüdamerikameisterschaften in Cuenca im 5000-Meter-Lauf und sicherte sich auch über 3000 m in 10:08,12 min die Goldmedaille. Anschließend gewann sie bei den Panamerikanischen Juniorenmeisterschaften in Edmonton in 9:43,91 min die Bronzemedaille im 3000-Meter-Lauf und belegte in 17:03,11 min den vierten Platz über 5000 m. Im Jahr darauf belegte sie bei den Ibero-Amerikanischen Meisterschaften in Rio de Janeiro in 9:21,69 min den sechsten Platz über 3000 m und erreichte nach 16:47,25 min Rang vier im 5000-Meter-Lauf. Anschließend klassierte sie sich bei den U20-Weltmeisterschaften in Bydgoszcz mit 9:36,79 min auf dem 16. Platz über 3000 m und wurde über die längere Distanz in 16:36,04 min 15. Im September siegte sie dann in 16:34,66 min bei den U23-Südamerikameisterschaften in Lima über 5000 m. 2017 gewann sie bei den Juegos Bolivarianos in Santa Marta in 16:13,80 min die Bronzemedaille über 5000 m hinter der Kolumbianerin Muriel Coneo und Carmen Toaquiza aus Ecuador. 2018 nahm sie an den Südamerikaspielen in Cochabamba teil und siegte dort in 16:47,37 min über 5000 m. Anschließend gewann sie bei den Ibero-Amerikanischen Meisterschaften im heimischen Trujillo in 16:09,75 min die Silbermedaille über 5000 m hinter ihrer Landsfrau Luz Mery Rojas und belegte im 3000-Meter-Lauf in 9:22,39 min den fünften Platz. Ende September verteidigte sie dann bei den U23-Südamerikameisterschaften in Cuenca in 17:20,54 min ihren Titel über 5000 m und gewann zudem in 4:33,53 min die Bronzemedaille im 1500-Meter-Lauf hinter der Argentinierin Micaela Levaggi und Katerine Tisalema aus Ecuador.
2019 klassierte sie sich bei den Südamerikameisterschaften in Lima mit 15:47,16 min auf dem vierten Platz über 5000 m und startete anschließend über diese Distanz bei den Panamerikanischen Spielen ebendort und wurde dort in 15:46,91 min Achte. 2021 konnte sie ihr Rennen über 5000 m bei den Südamerikameisterschaften in Guayaquil nicht beenden. 2025 belegte sie bei den Südamerikameisterschaften in Mar del Plata in 34:11,48 min den fünften Platz über 10.000 Meter.
In den Jahren 2019 und 2021 wurde Meneses peruanische Meisterin im 5000-Meter-Lauf sowie 2021 auch über 10.000 m.

## Persönliche Bestleistungen
- 1500 Meter: 4:26,1 min, 20. Juli 2018 in Lima
- 3000 Meter: 9:21,69 min, 14. Mai 2016 in Rio de Janeiro
- 5000 Meter: 15:46,91 min, 9. August 2019 in Lima
- 10.000 Meter: 33:52,98 min, 28. März 2025 in Lima